# Zaine Francis-Angol
Zaine Francis-Angol (Waltham Forest, Inglaterra, 30 de junio de 1993) es un futbolista antiguano que juega como defensa en el Buxton F. C. de la National League North.

## Selección nacional
Ha internacional con la selección de Antigua y Barbuda en 20 ocasiones. Su debut en su selección, se produjo en el partido ante su similar de Guatemala, en la eliminatoria para Brasil 2014, con una derrota por 3 a 1.

## Clubes
| Club                            | País       | Año       | Partidos | Goles |
| ------------------------------- | ---------- | --------- | -------- | ----- |
| Motherwell F. C.                | Escocia    | 2012-2015 | 58       | 3     |
| Kidderminster Harriers F. C.    | Inglaterra | 2015-2017 |          |       |
| A. F. C. Fylde                  | Inglaterra | 2017-2019 |          |       |
| Accrington Stanley F. C.        | Inglaterra | 2019-2020 |          |       |
| Boreham Wood F. C.              | Inglaterra | 2020-2021 |          |       |
| Hartlepool United F. C.         | Inglaterra | 2021      |          |       |
| Stockport County F. C. (cedido) | Inglaterra | 2022      |          |       |
| Oldham Athletic A. F. C.        | Inglaterra | 2022-2023 |          |       |
| Buxton F. C.                    | Inglaterra | 2023-     |          |       |

## Palmarés

### Títulos nacionales
| Título    | Club           | País       | Año  |
| --------- | -------------- | ---------- | ---- |
| FA Trophy | A. F. C. Fylde | Inglaterra | 2019 |